# Alfa Romeo Alfetta
Alfa Romeo Alfetta byl automobil střední třídy, který v letech 1972 až 1987 vyráběla italská automobilka Alfa Romeo. Nahradil jí model 75

## Popis
Automobil poháněl řadový motor. Vůz měl pohon zadních kol. Vůz se vyráběl jako čtyřdveřový sedan nebo dvoudveřové kupé s označením Alfetta GTV. Bylo vyrobeno více než jeden milion vozů.

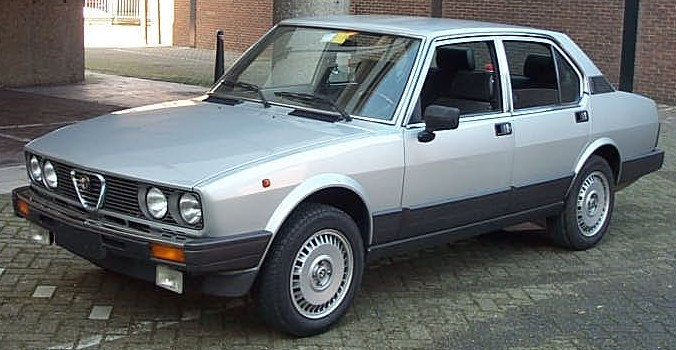
Alfa Romeo Alfetta (1982–1984)
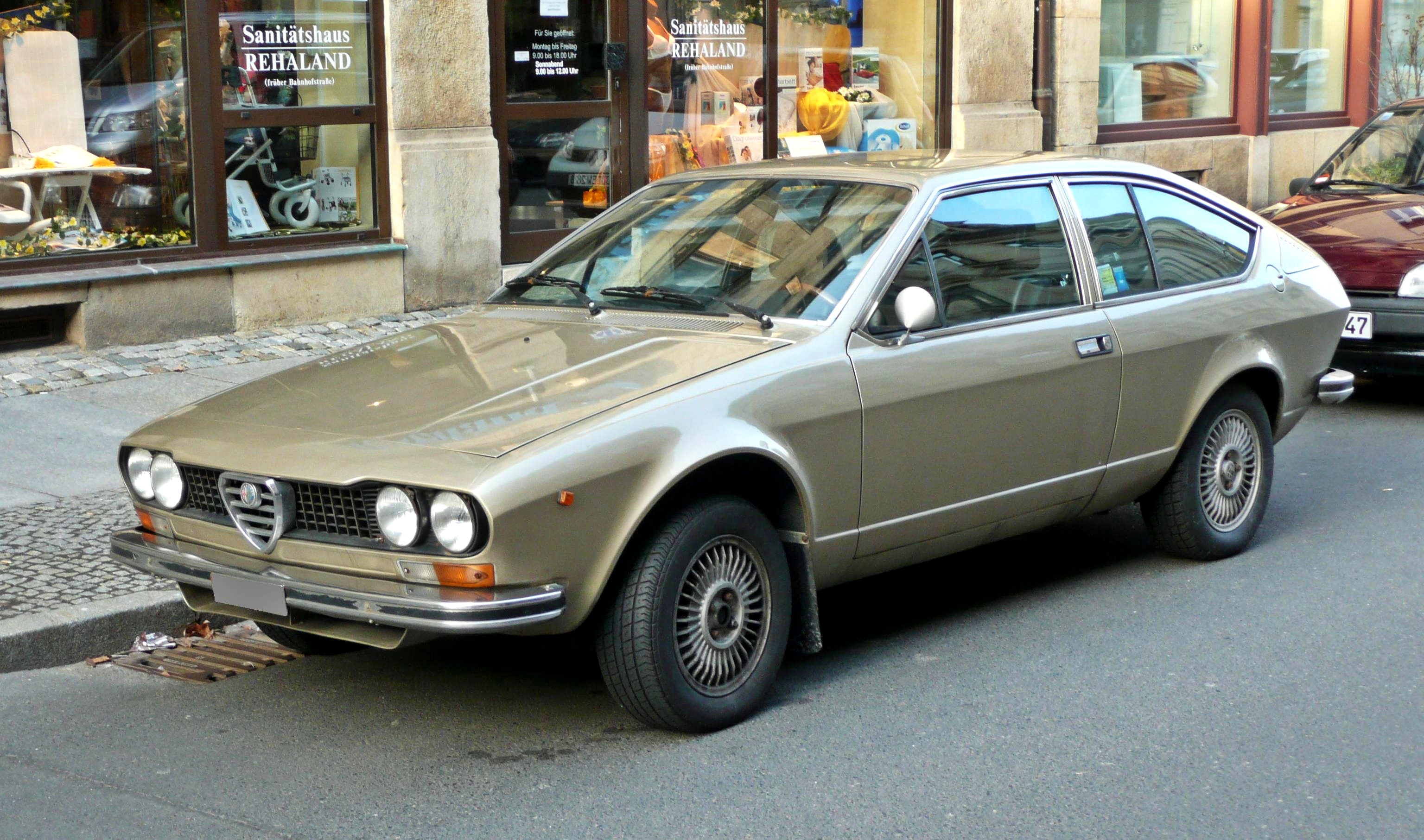
Alfa Romeo Alfetta GT (1974–1980)
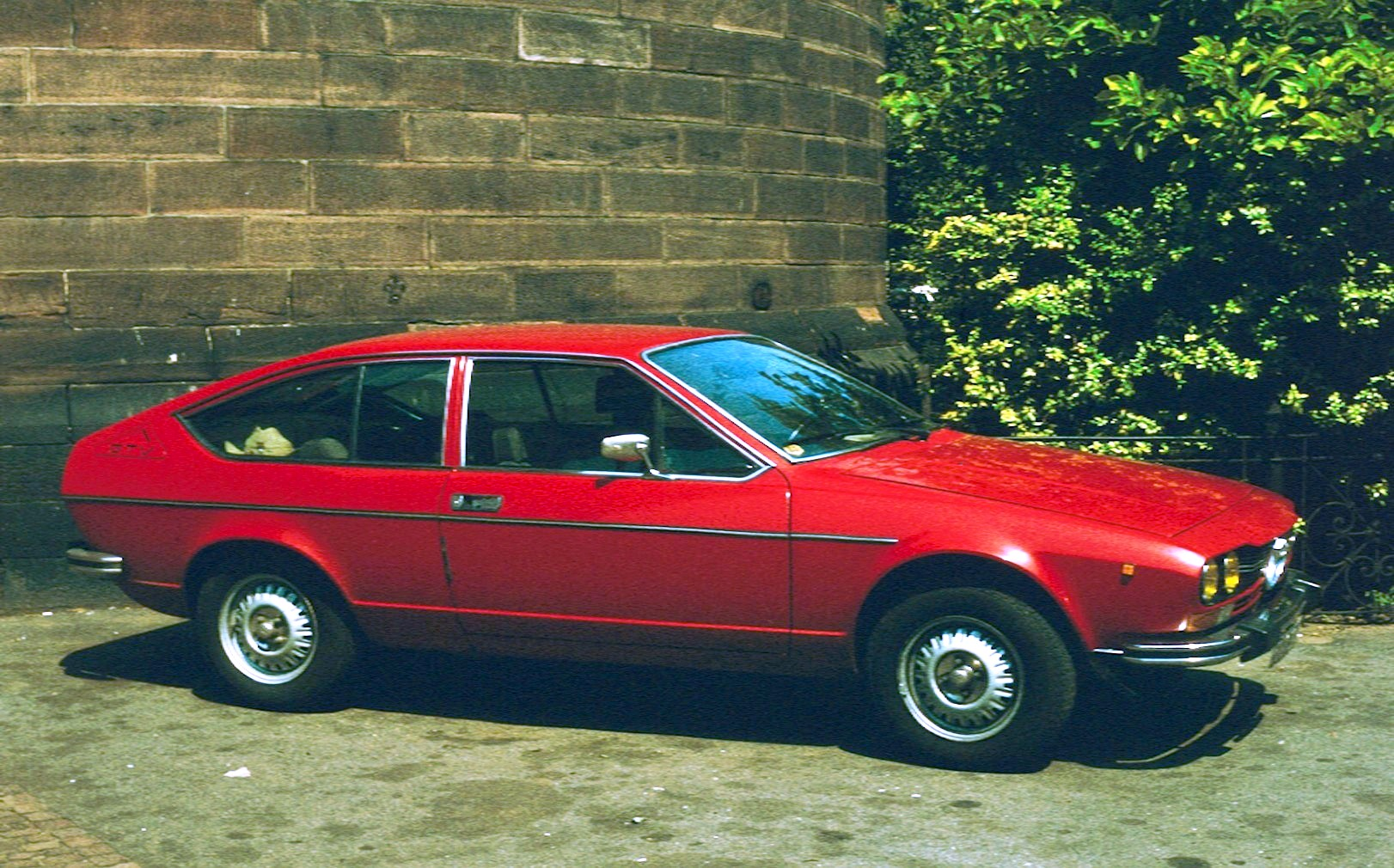
Alfa Romeo Alfetta GTV (1980–1986)
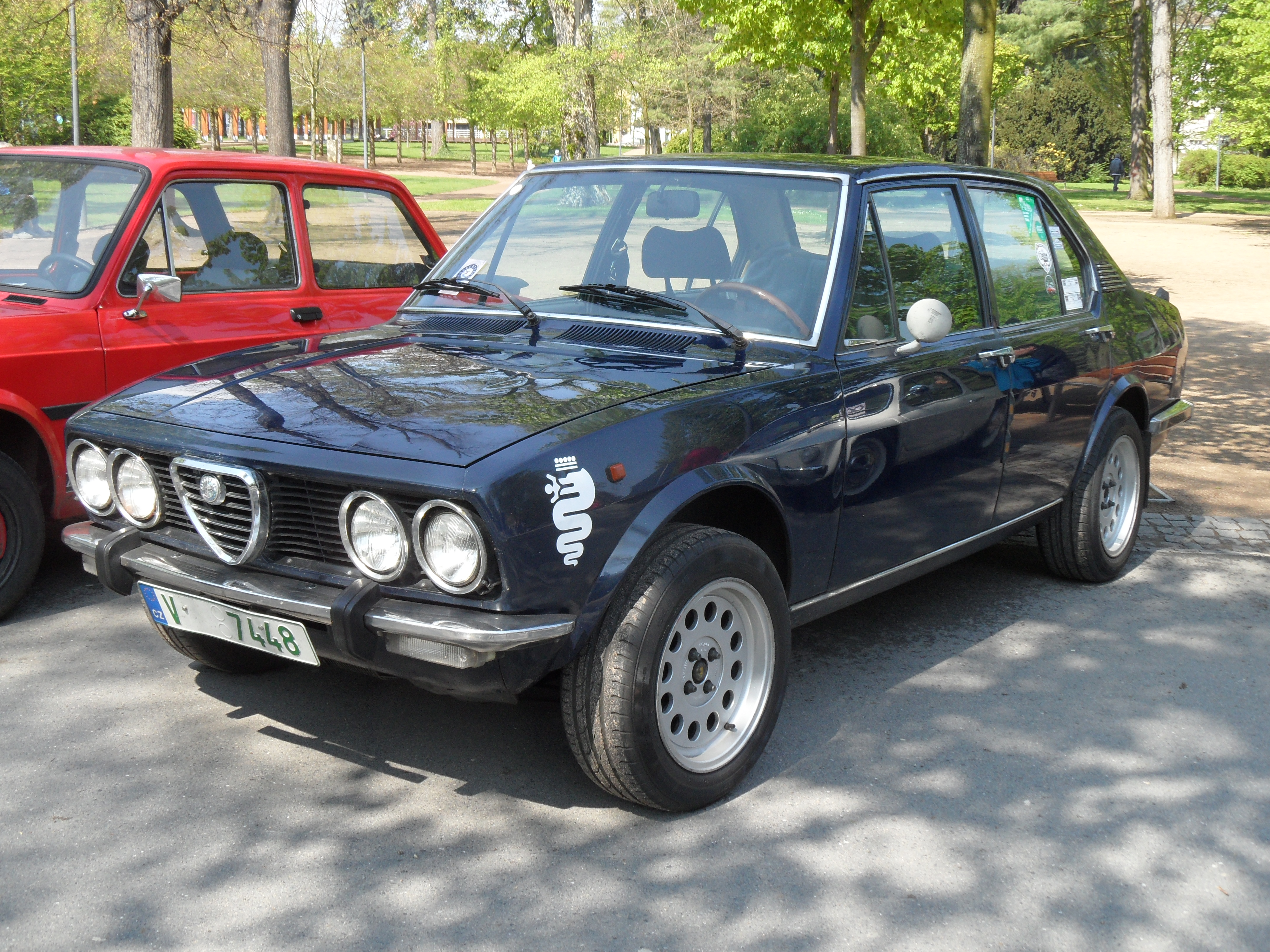
Alfa Romeo Alfetta 1.8 na srazu v Poděbradech

## Motory
- 1,6 litru
- 1,8 litru
- 2,0 litru
- 2,5 litru (jen GTV)